# Dahlem (Niedersachsen)
Dahlem er en kommune og en landsby i den sydøstlige del af Landkreis Lüneburg i den tyske delstat Niedersachsen.

## Geografi
Dahlem ligger ved vestenden af Naturpark Elbhöhen-Wendland. Kommunen er en del af Samtgemeinde Dahlenburg som har administration i byen Dahlenburg.

### Inddeling
I kommunen ligger bebyggelserne:
- Dahlem
- Harmstorf
- Köstorf
- Marienau